# Короткозорість
Короткозо́рість або міопія — дефект зору, коли людина чітко бачить лише близько розташовані предмети, що є результатом підвищеної заломлювальної сили оптичних середовищ ока (кришталика, рогівки) або надто великої довжини осі (при нормальній заломлювальній силі) очного яблука. Короткозорість поділяється на вроджену та набуту. Набута — збільшення кривизни кришталика. Вроджена — зображення виникає не на сітківці, а перед нею.
При короткозорості промені від віддаленого предмета, що входять в очі паралельно, збираються не на сітківці ока, що потрібно для нормального зору, а перед нею.
При високій прогресуючій короткозорості зір погано виправляється окулярами, з'являється утруднення при читанні, відчуття літаючих мушок перед очима, іноді раптове зниження зору в результаті крововиливу, відшарування сітківки.

Компенсація короткозорості за допомогою корегувальних лінз

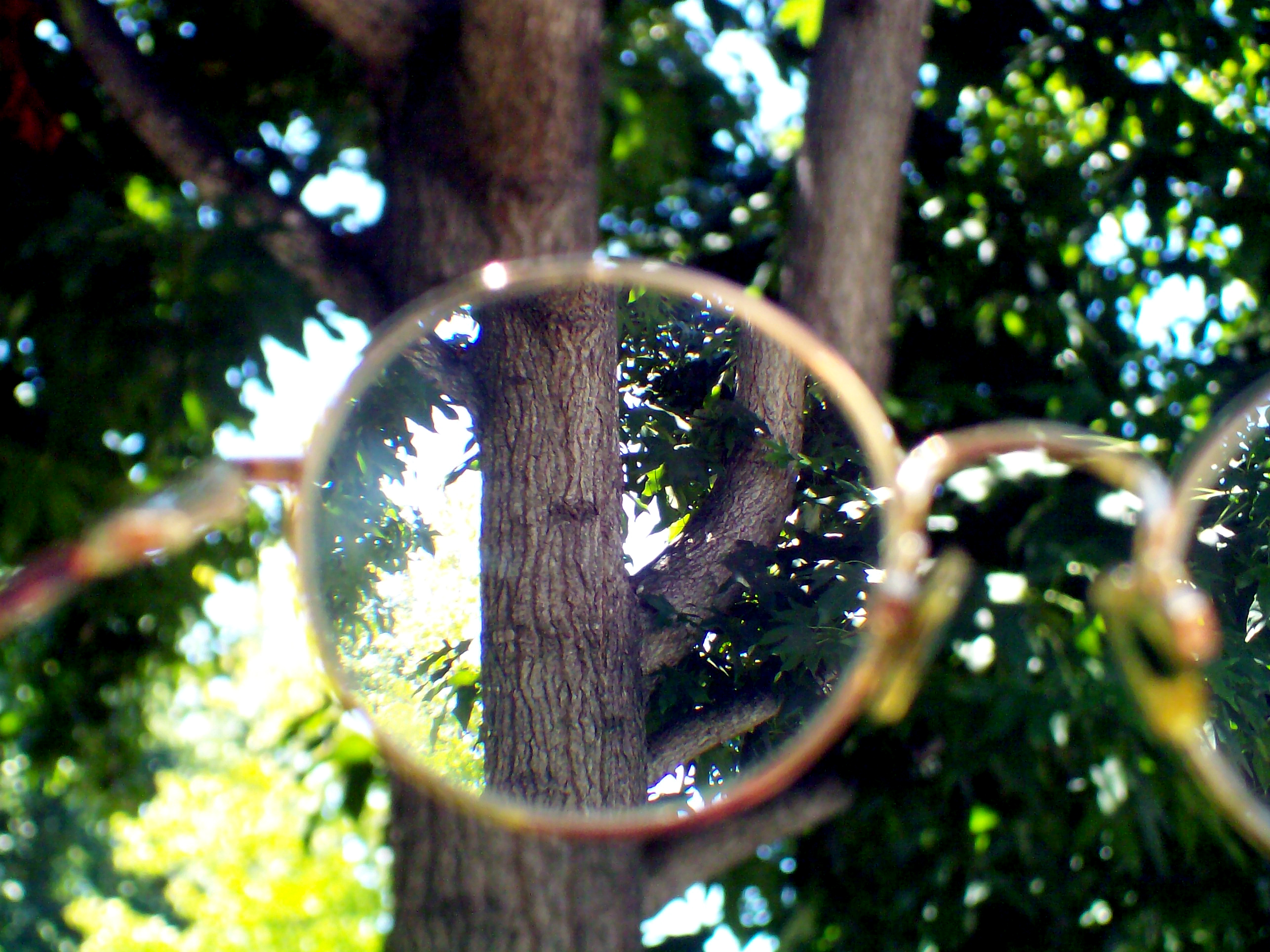
Порівняння чіткості зору через окуляри і без

Короткозорість можна виправити за допомогою окулярів з лінзами, що розсіюють або спеціальних контактних лінз. До загальнозміцнюючої терапії входять вітаміни, тканинна терапія, раціональний режим праці та відпочинку.
Етіологія і патогенез короткозорості ще до кінця не з'ясовані. Тому зараз варто говорити лише про чинники міопізації.
«Робочий» чинник від середини минулого століття вважають найголовнішим у патогенезі короткозорості. Збільшення кількості короткозорих серед школярів, при переході до старших класів, розглядають як наслідок тривалої праці очей на близькій відстані. Ланками механізму міопізації визнавали напруження акомодації та конвергенції. Робоча гіпотеза має слабкі моменти. Зокрема, їй суперечить факт розвитку однобічної міопії в оці тварини, якій відразу після народження виключали з акту зору око шляхом зшивання повік.
Склеральний чинник — це ослаблення опірних властивостей склеральної капсули ока, яка набуває схильності до розтягнення під дією нормального внутрішньоочного тиску.
Гідродинамічний чинник проявляється підвищенням тиску в оці, де міопія прогресує, порівняно з очима, в яких міопія та еметропія стабільніші. Внутрішньоочний тиск не досягає рівня, властивого глаукомі, не перевищує верхньої межі норми. У короткозорих очах часто з'являються зміни в куті передньої камери, які можуть призвести до порушення відпливу рідини з ока і підвищення внутрішньоочного тиску.
Спадковий чинник проявляється передаванням із покоління в покоління біологічних ознак, властивих міопії (велика оптична сила рогівки, чимала передньо-задня вісь, а також аномальні властивості, що призводять до розтягнення ока).